# Annit (Mythologie)
Annit war eine vorderasiatisch-nordbabylonische Mondgöttin, die später von der Himmelsgöttin Ischtar verdrängt wurde. Sie wurde als achtstrahlige Scheibe dargestellt.